# ニュー・エラ
『ニュー・エラ』(New Era)は、フィンランドのヘヴィメタルバンド、レヴォリューション・ルネッサンスが2008年に発売したアルバム。

## 収録曲
1. ヒーローズ - Heroes
2. アイ・ディド・イット・マイ・ウェイ - I Did It My Way
3. ウィー・アー・マジック - We Are Magic
4. エンジェル - Angel
5. エデン・イズ・バーニング - Eden Is Burning
6. グロリアス・アンド・ディヴァイン - Glorious and Divine
7. ボーン・アポン・ザ・クロス - Born Upon the Cross
8. キープ・ザ・フレイム・アライヴ - Keep the Flame Alive
9. ラスト・ナイト・オン・アース - Last Night on Earth
10. レヴォリューション・ルネッサンス Revolution Renaissance
11. グロリアス・アンド・ディヴァイン（デモ・ヴァージョン） - Glorious and Divine (Stratovarius Demo) ※

※日本盤ボーナス・トラック 

## 参加ミュージシャン
- Timo Tolkki - guitar
- Pasi Heikkilä - bass
- Joonas Puolakka - keyboards
- Mirka Rantanen - drums
- Michael Kiske - vocals
- Pasi Rantanen - vocals
- Tobias Sammet - vocals